# Baños de Valdearados
Baños de Valdearados – gmina w Hiszpanii, w prowincji Burgos, w Kastylii i León, o powierzchni 36,52 km². W 2011 roku gmina liczyła 378 mieszkańców.